# Réservoir de Riga
Le réservoir de Riga  (en letton : Rīgas ūdenskrātuve) est un lac artificiel de Lettonie,.

## Description
Le réservoir de Rīga est un plan d'eau artificiel situé dans le cours inférieur du Daugava, à 35 km de l'embouchure du fleuve,. 
Le réservoir a été construit entre 1966 et 1974 pour les besoins de la centrale hydroélectrique de Riga et de l'approvisionnement en eau de Riga à la périphérie sud-est de laquelle il se trouve.
La superficie du réservoir peut atteindre 42,3 km² et son volume jusqu'à 339 millions de mètres cubes.
Le réservoir est alimenté par les rivières Ogre, Ķilupe, Kausupīte, Līčupe et Raģupīte.
Le barrage du réservoir de Riga est traversé par la route A5 qui fait également partie de la route européenne 67 sur ce tronçon.
Il y a un pylône de ligne électrique au milieu du réservoir, qui supporte deux lignes de 330 kV reliant Salaspils à Jelgava et Salaspils à la centrale hydroélectrique de Riga.
La distance entre les deux rives du réservoir à cet endroit est d’environ 1 km.

## Histoire
Lors de la construction du réservoir, des barrages et des remblais ont été construits sur une longueur de 27 km, bloquant le cours supérieur du Daugava. Lors du remplissage du réservoir, l'extrémité Est de l'île de Dole (lv), plusieurs îlots environnants (Mārtiņsala, Nulpe), ainsi que les rapides en amont de l'île de Dole ont été inondés. 
Plusieurs monuments archéologiques (sites de peuplement, tombes anciennes) de la partie anciennement habitée de la vallée du Daugava ont été détruits. Au fur et à mesure que le niveau de l'eau montait, 5 nouvelles îles d'une superficie totale d'environ 200 hectares se sont formées. La plus grande est Náves sala, sur le site de l'ancienne péninsule entre Daugmali et Saulkalni. Sur l'une des nouvelles îles devant Ikškilei se trouvent les ruines de l'église Saint-Maynard.

## Galerie

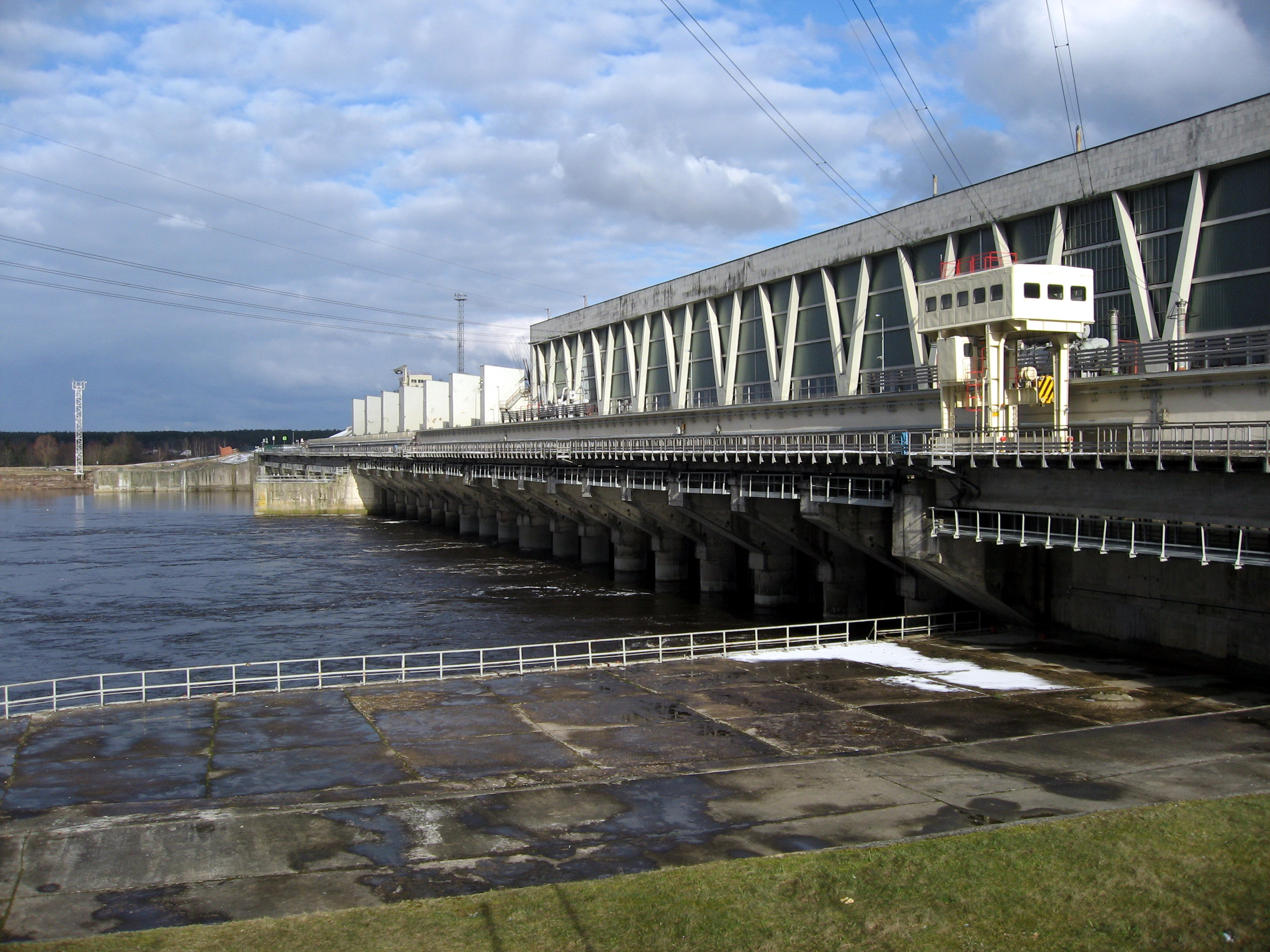
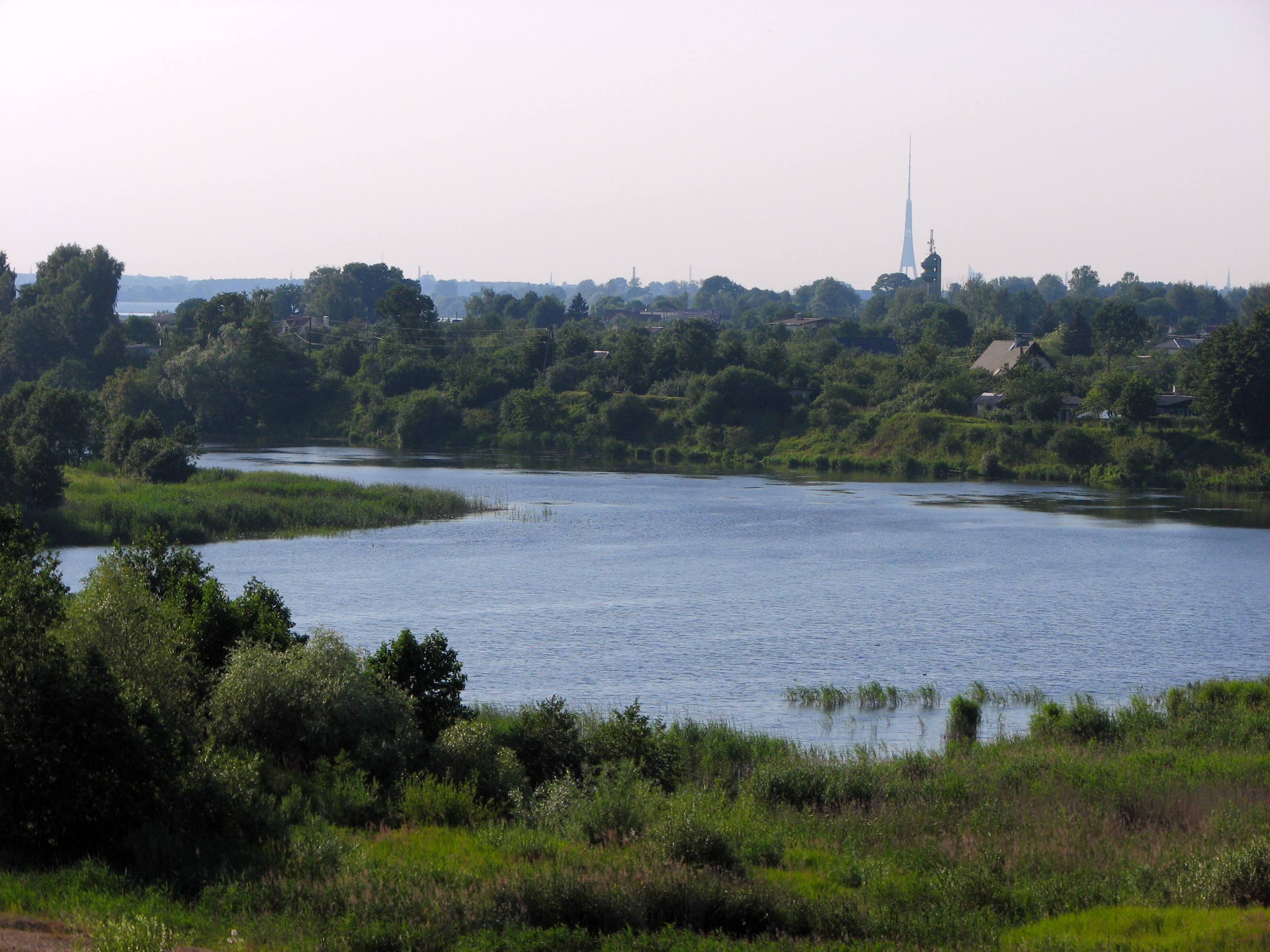
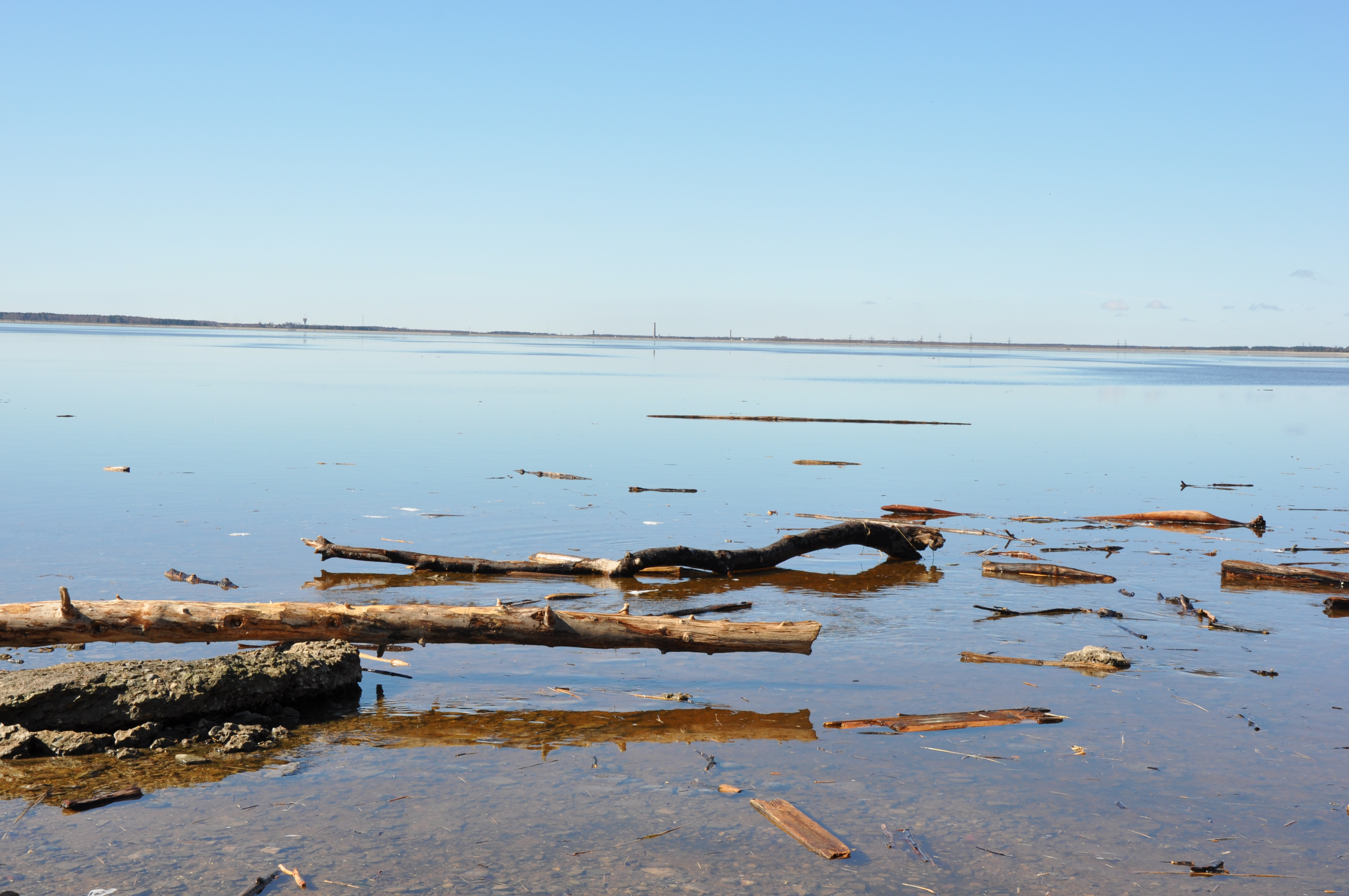
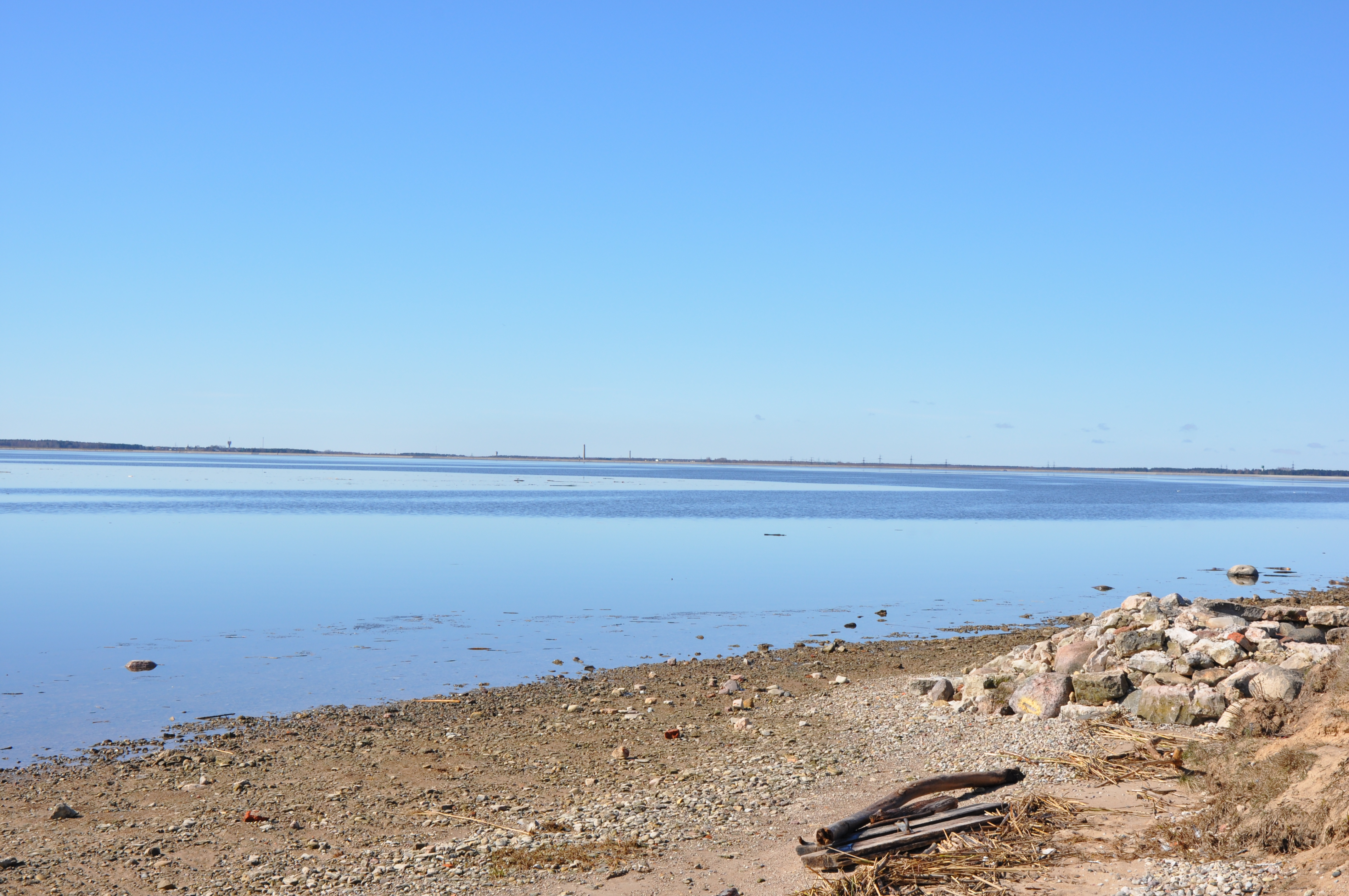
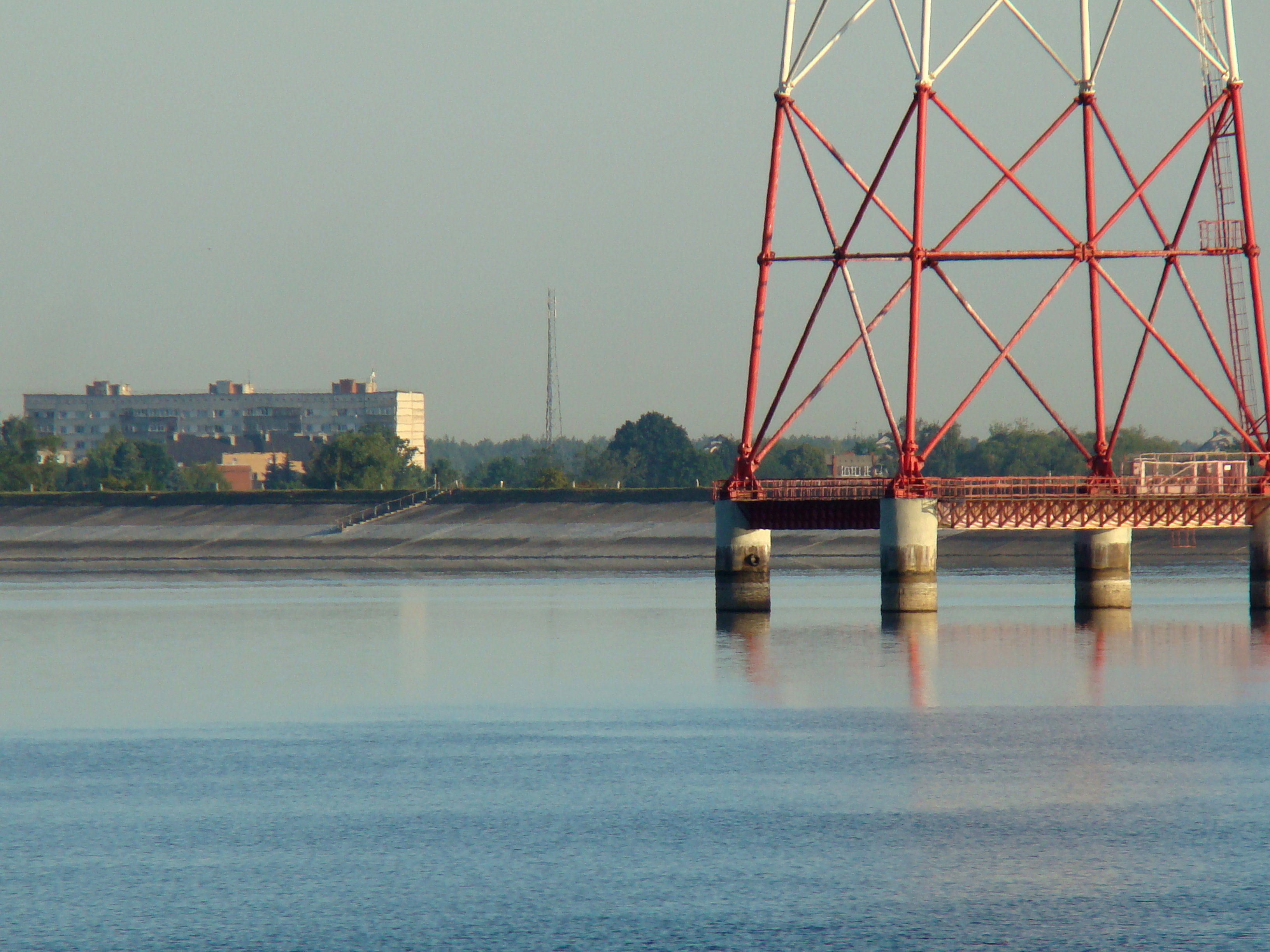